# استرود
استرود، روستایی زیبا و چشم نواز از توابع بخش بزینه‌رود شهرستان خدابنده در استان زنجان ایران است.

## جمعیت
این روستا در دهستان بزینه رود قرار دارد و براساس سرشماری مرکز آمار ایران در سال ۱۳۸۵، جمعیت آن ۹۳۳ نفر (۲۰۱خانوار) بوده‌است.